# Gyöngyösoroszi
Gyöngyösoroszi es un pueblo ubicado en el distrito de Gyöngyös, en el condado de Heves, Hungría.

## Superficie
Posee una superficie de 21,39 kilómetros cuadrados.

## Demografía
Hasta 2019 la población era de 1543 habitantes, con una densidad de población de 72,14 habitantes por kilómetro cuadrado.